# Mont Spickard
Pour les articles homonymes, voir Spickard.
Le mont Spickard (en anglais : Mount Spickard) est un sommet de la chaîne des Cascades, aux États-Unis. Il culmine à 2 737 mètres d'altitude dans le comté de Whatcom, dans l'État de Washington. Il est protégé au sein du parc national des North Cascades.